# Palayad
Palayad es una ciudad censal situada en el distrito de Kozhikode en el estado de Kerala (India). Su población es de 18141 habitantes (2011). Se encuentra a orillas del río Anjarakkandy, a 41 km de Kozhikode.

## Demografía
Según el censo de 2011 la población de Palayad era de 18141 habitantes, de los cuales 8605 eran hombres y 9536 eran mujeres. Palayad tiene una tasa media de alfabetización del 93,33%, inferior a la media estatal del 94%: la alfabetización masculina es del 96,86%, y la alfabetización femenina del 90,20%.